# 巴列夫防线
巴列夫防线（希伯來語：‎ , Kav Bar Lev ;阿拉伯语：‎ , KhaṭṭBarlīf ）是以色列於1967年六日戰爭期间佔領埃及西奈半島后，沿苏伊士运河东岸建造的防御工事链。该防线於建成時曾一度被认为坚不可摧，同时也是以色列國防軍軍力的象征 ，但終於1973年贖罪日戰爭巴德尔戰役中被埃及军队引水沖垮。

## 历史

巴列夫防线

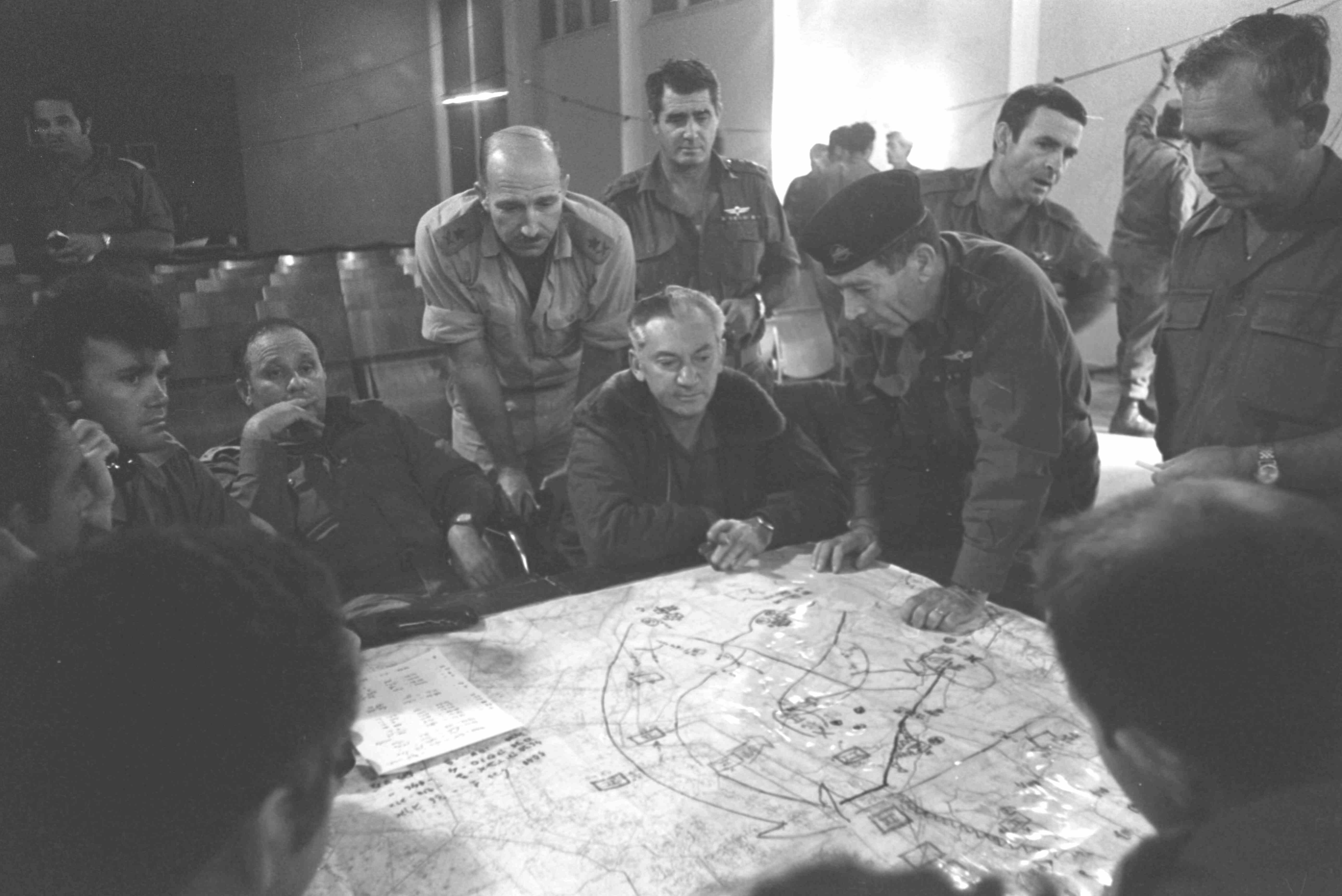
海姆·巴列夫（Haim Bar Lev）1973年10月17日

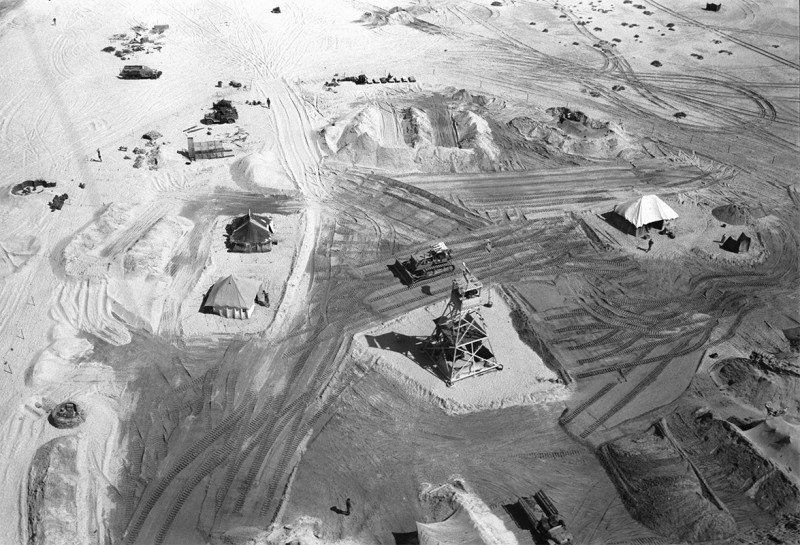
1973年1月的布达佩斯堡垒

巴列夫防线是从沿运河线建造的一组基本防御工事演变而来的。为了应对埃以消耗战争期间的埃及炮兵轰炸，以色列将防御工事发展成为一个复杂的防御系统，沿苏伊士运河跨越150 km（93 mi），但大苦湖除外（由于湖的宽度较宽，进攻部队不太可能穿越运河）。巴列夫防线旨在抵御埃及对运河的任何重大进攻，并有望充当“埃及军队的墓地”。 
这条防线在1973年耗资约3亿美元，命名由來為以色列参谋總长海姆·巴列夫中將命名。巴列夫防线建在苏伊士运河上，后者是以色列國防部長摩西·达扬所形容为“世界上最佳反坦克壕之一”的独特屏障。该防线在整段运河边砌了一块巨大的连续砂壁，并由混凝土墙支撑。砂墙高度约为20~25m, 倾斜度大约为45-65度。砂墙及其混凝土支撑层可防止任何装甲或两栖部队在未经事先工程准备的情况下抵达苏伊士运河东岸。巴列夫防线的以色列规划者估计，埃及人至少需要24小时，最多则可能要花整整48小时才能突破砂壁并在运河上架起一座桥梁。  
紧挨着这堵沙墙的是以色列防御工事的前线。埃以消耗战争结束后，有22个要塞，其中包括35个防御工事。这些堡垒的设计目的是要有一个排。这些要塞建在沙子上的几个故事中，平均不到5 km（3 mi） ，但在可能的交叉点，它们不到900（3,000英尺）分开。防御工事包括堑壕，雷区，铁丝网和沙堤。主要据点要塞包括多达26座带有中型和重型机枪的掩体，24个掩体，六个迫击炮阵地，四个装有防空武器的掩体和三个坦克射击阵地。这些要塞被深度达200（660英尺）、近十五圈的铁丝网和雷场包围。堡垒的周长平均为200—350（660—1,150英尺） 。地堡和掩体提供了对小于500公斤炸弹的防御，并向后方提供例如空调之类的奢侈品。在运河后500~1000m，布置了分配给要塞提供火力支援的坦克的射击阵地。要塞的名称包括塔莎（Tasa），马夫扎克（Maftzach），米兰（Milano），梅萨赫（Mezach），基扎永（Chizayon），米弗雷凯特（Mifreket），奥尔卡尔（Orcal），布达佩斯(是当中最大的一个要塞)，尼桑（Nisan），利图夫（Lituf），恰希瓦（Chashiva）。  此外，还有11个要塞沿沙丘建造在运河后方5—8 km（3—5 mi）处。每个要塞可以容纳一支连级部队。 
为了利用水障，以色列人安装了水下管道系统，将易燃原油泵入苏伊士运河，从而产生了一层火焰。但以色列的一些消息人士称，该系统并不可靠，只有少数出液口在运行。尽管如此，埃及人还是认真对待这一威胁，在战争前夕，10月5日深夜，埃及蛙人队用混凝土堵住了这些管道出口。

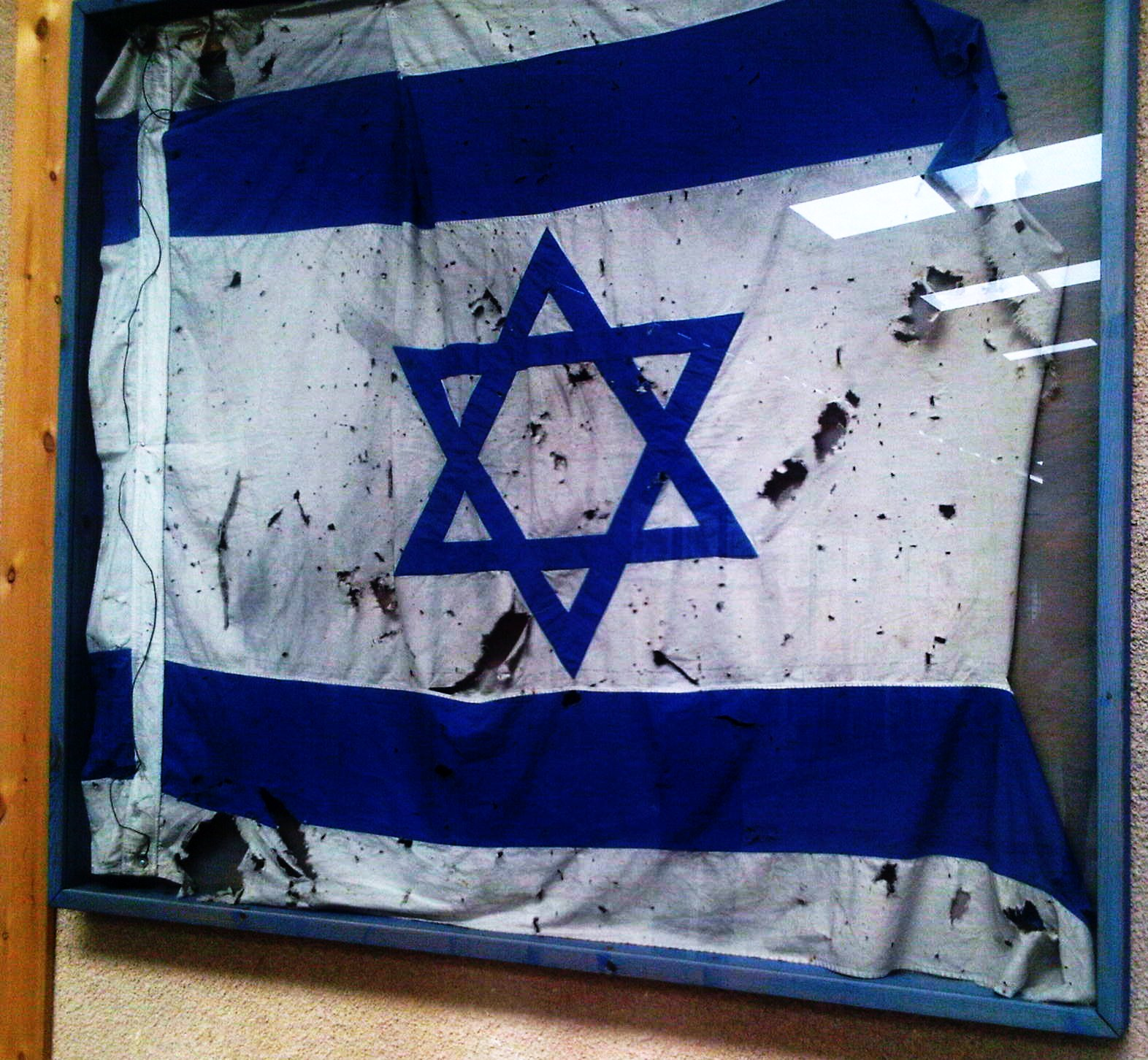
在整个赎罪日战争中，在布达佩斯列夫要塞飘扬的以色列国旗

为了支撑巴列夫防线，以色列建立了精心规划和精心设计的道路系统。南北有三条主要道路。第一条是沿运河行进的“ Lexicon Road”（步兵路），以色列人可以在这些防御工事之间移动并进行巡逻。第二条是the Artillery Road(炮兵路) ，距离运河大约10—12 km（6—7 mi）。它的名字来自其上的二十个炮兵和防空阵地：它还连接了装甲集中区和后勤基地。"The Lateral Road"(供应路), 距离运河30 km（19 mi），旨在集中以色列的作战力量储备，如果埃及发动攻势，将通过这条路对埃及的主要进攻进行反击。此外,从东向西延伸的许多其他道路，例如匡塔拉路(Quantara Road)，海明威路(Hemingway Road)和耶路撒冷路(Jerusalem Road)也被设计用来促进以色列军队向运河的移动。  
阿里尔·沙龙（Ariel Sharon）将军和以色列·塔尔（Israel Tal）将军反对建设巴列夫防线，并指出防線無法成功抵御埃軍攻擊。沙龙说，这条防线只能够阻止大型部队，但是这些部队能够发起致命的炮击。 不过该防线于1970年春季才完工。

## 突破戰

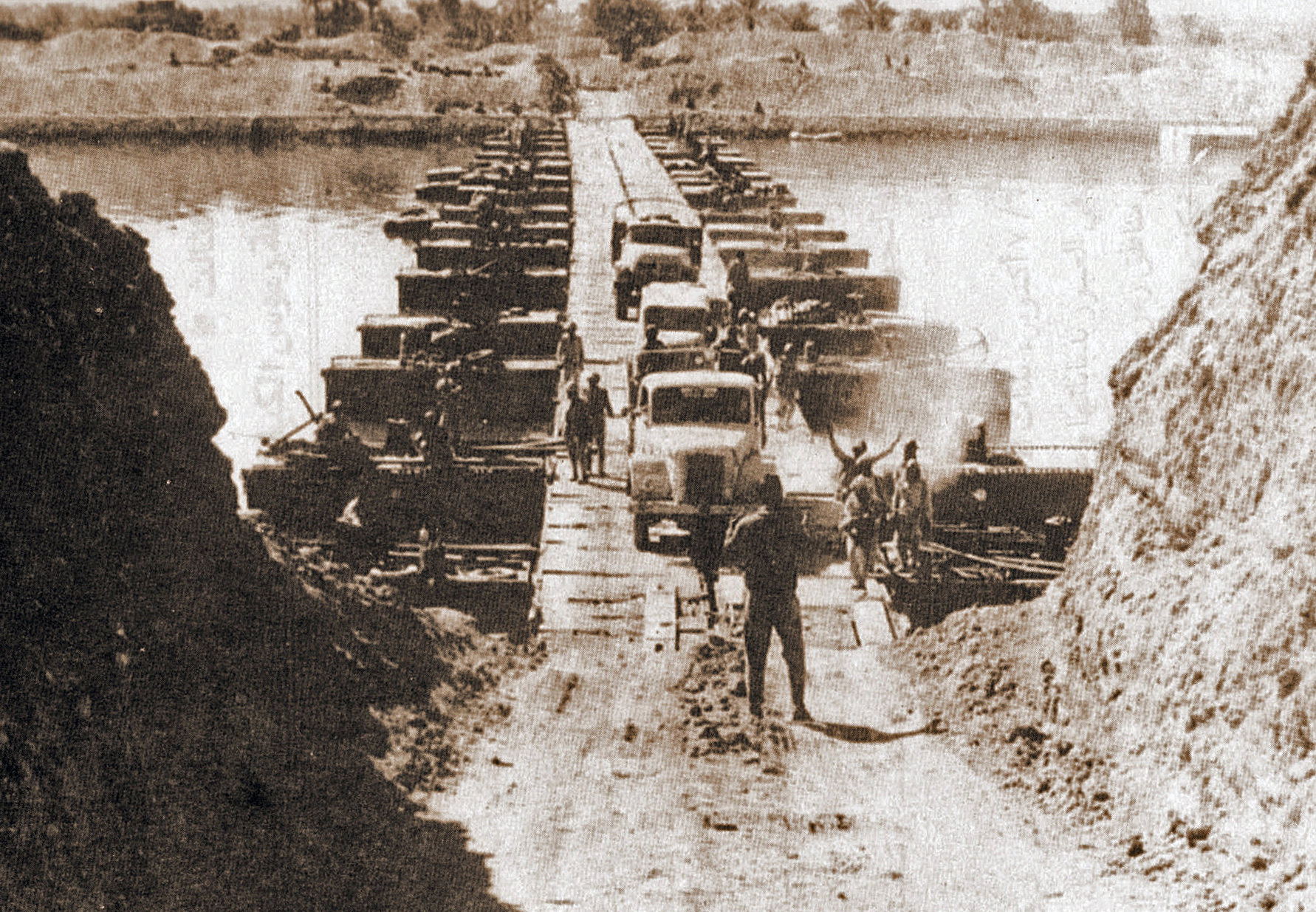
埃及军队穿越苏伊士运河。

在贖罪日戰爭期間，参谋长萨德·沙兹利（Saad al-Shazly）领导的埃及军队以壓倒性火力在不到两个小时的时间内占领了巴列夫防线。为了应对巨大的土制城墙，埃及人使用由连接到运河疏浚泵上的软管制成的水炮。其他突破防线的方法包括炸药，火炮和推土机的方法，时间成本太高，并且需要接近理想的工作条件。 1971年，一位年轻的埃及军官巴基扎基·优素福（ Baki Zaki Yousef ）提议使用一个汽油驱动的轻型泵，以解决这一交叉难题。   埃及军方购买了300辆英国制的泵，其中5台可以在3个小时内冲掉1500立方米的沙子。 1972年，埃及军方购买了150台由小型燃气轮机驱动的功率更大的德国泵。两台德国泵或三台英国泵的组合将突破时间缩短到两个小时。这些大炮喷出了激烈的水流，在战争的第一天造成了81条突破口，并清除了300万立方米的土砂。

## 相关链接
- 大西洋壁垒
- 阿帕德线
- 马其诺防线
- 齐格菲防线
- 汤顿站线
- 曼纳海姆防线